# Nitrianske Sučany
Nitrianske Sučany es un municipio del distrito de Prievidza en la región de Trenčín, Eslovaquia, con una población estimada a final del año 2024 de 1202 habitantes.
Se encuentra ubicado al este de la región, cerca del río Nitra (cuenca hidrográfica del Danubio) y de la frontera con las regiones de Banská Bystrica y Žilina.

## Demografía
| Año        | 1994 | 2004    | 2014    | 2024    |
| ---------- | ---- | ------- | ------- | ------- |
| Población  | 1190 | 1259    | 1215    | 1202    |
| Diferencia |      | +5,79 % | −3,49 % | −1,06 % |

| Año        | 2023 | 2024    |
| ---------- | ---- | ------- |
| Población  | 1200 | 1202    |
| Diferencia |      | +0,16 % |